# Брэдшоу, Холли
Холли Бетан Блисдейл (ныне — Брэдшоу) — британская легкоатлетка, которая специализируется в прыжках с шестом. Бронзовый призёр Олимпийских игр 2020 года, бронзовый призёр чемпионата мира в помещении 2012 года с результатом 4,70 м. На олимпийских играх 2012 года заняла 6-е место. Бронзовый призёр чемпионата мира среди юниоров 2010 года.
Личный рекорд в помещении — 4,87 м, а на открытом воздухе 4,71 м — NR.
Серебряная призёрка соревнований Birmingham Grand Prix 2011 года с результатом 4.61,м.
На Чемпионате Европы в помещении в польском Торуне в марте 2021 года завоевал бронзовую медаль чемпионата континента в прыжках с шестом с результатом 4,65 метра.